# Суміна (Сілезьке воєводство)
Суміна (пол. Sumina, нім. Summin) — село в Польщі, у гміні Лиски Рибницького повіту Сілезького воєводства.
Населення — 939 осіб (2011).
У 1975-1998 роках село належало до Катовицького воєводства.

## Демографія
Демографічна структура станом на 31 березня 2011 року:
|          | Загалом | Допрацездатний вік | Працездатний вік | Постпрацездатний вік |
| -------- | ------- | ------------------ | ---------------- | -------------------- |
| Чоловіки | 463     | 96                 | 328              | 39                   |
| Жінки    | 476     | 84                 | 296              | 96                   |
| Разом    | 939     | 180                | 624              | 135                  |